# Agave karwinskii
Agave karwinskii là một loài thực vật có hoa trong họ Măng tây. Loài này được Zucc. mô tả khoa học đầu tiên năm 1833.

## Hình ảnh

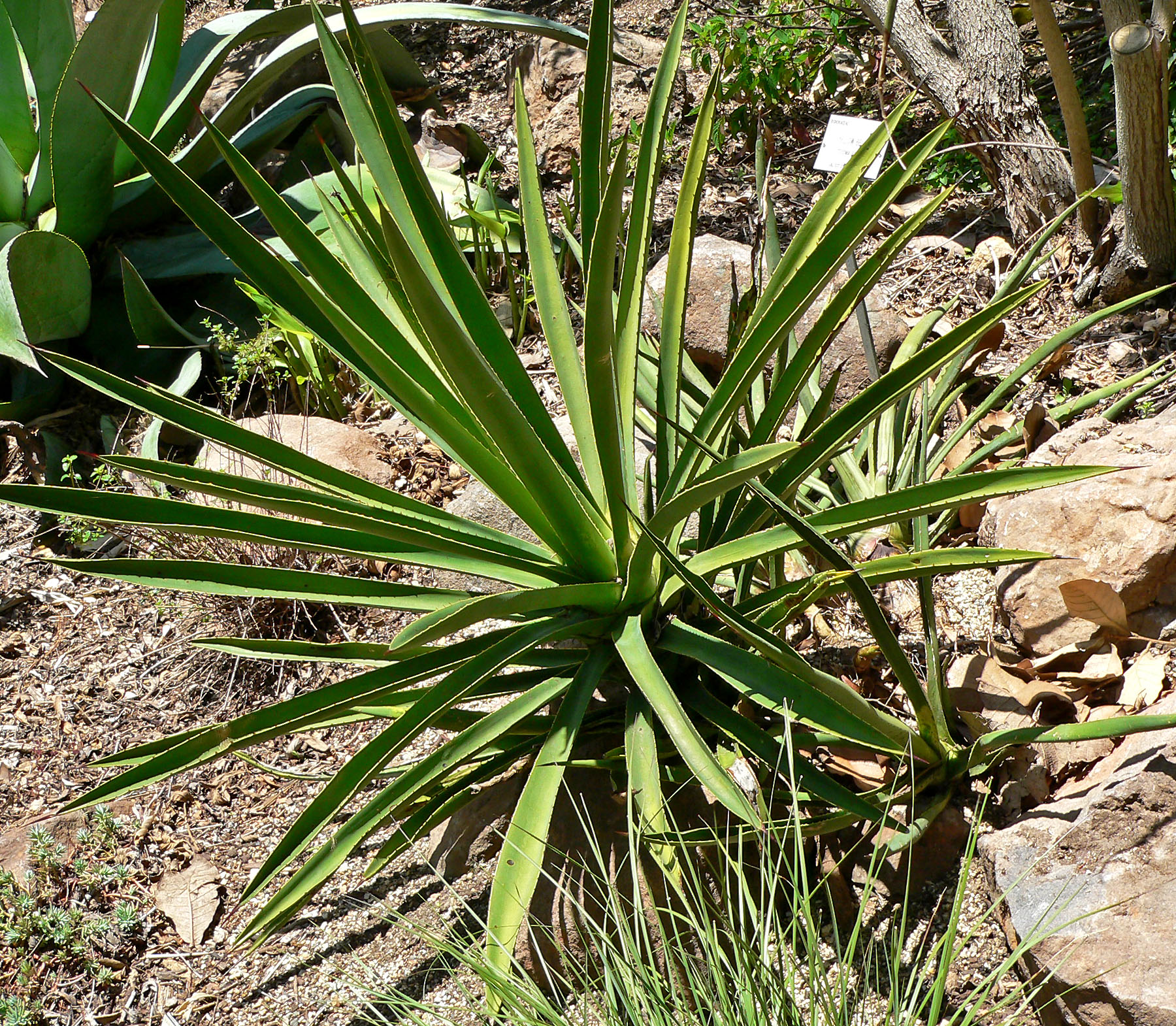
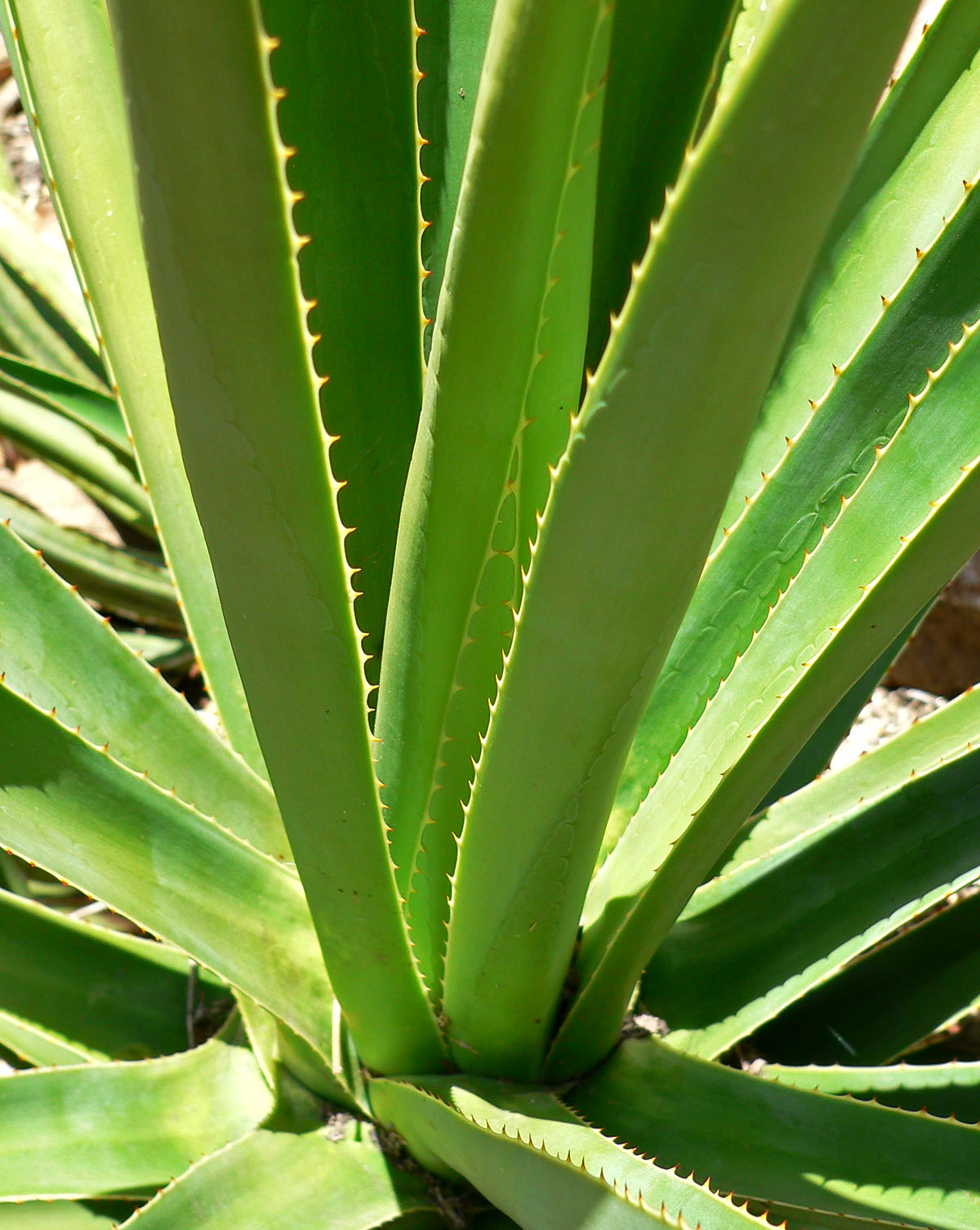
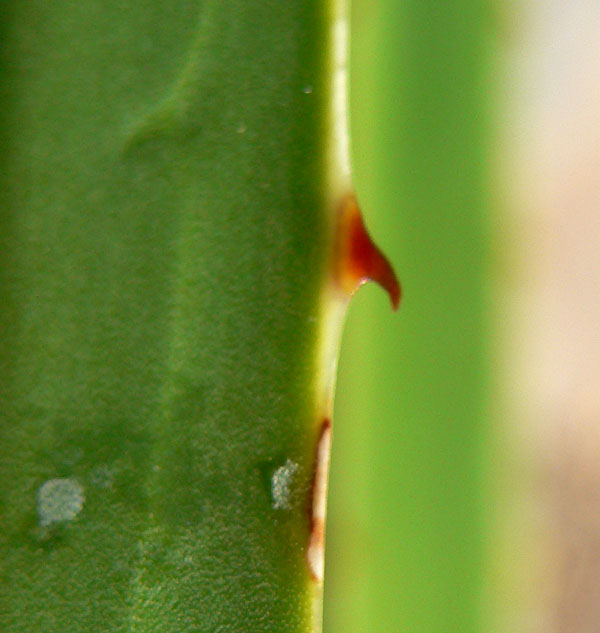